# جیسون برنار
جیسون برنار (انگلیسی: Jason Bernard; زاده ۱۷ مهٔ ۱۹۳۸– درگذشته ۱۶ اکتبر ۱۹۹۶) یک هنرپیشه اهل ایالات متحده آمریکا بود.

## گزیده فیلمشناسی
از فیلم‌ها یا برنامه‌های تلویزیونی که وی در آن نقش داشته‌است می‌توان به آثار زیر اشاره کرد.
- دروغگو دروغگو (۱۹۹۷)
- وقتی خواب بودی (فیلم) (۱۹۹۵)
- ماشین حساب عوضی (۱۹۹۵)
- فلش (مجموعه تلویزیونی ۱۹۹۰) (۱۹۹۰–۱۹۹۱)
- دایناسور (۱۹۹۲)
- سیاه بکشش (۱۹۸۹)
- پرنده (فیلم ۱۹۸۸) (۱۹۸۸)
- هیچ راهی وجود ندارد (فیلم ۱۹۸۷) (۱۹۸۷)
- گرگ آسمان (۱۹۸۴)
- بازی‌های جنگی (۱۹۸۳)
- رعد آبی (۱۹۸۳)
- همه من (۱۹۸۴)